# Tancoigné
Tancoigné est une ancienne commune française située dans le département de Maine-et-Loire, en région Pays de la Loire, devenue le 1er janvier 2016, une commune déléguée de la commune nouvelle de Lys-Haut-Layon.
C'est sur son territoire que fut découvert un squelette datant du néolithique.
La commune se situe dans le Vihiersois et dans l'appellation viticole du Coteaux-du-Layon (AOC).

## Géographie

### Localisation
Commune angevine du sud Layon située dans les Mauges, à la limite du Saumurois, ce territoire rural de l’ouest de la France se trouve à quelques kilomètres au nord-est de Vihiers. Son territoire est essentiellement rural.
Pays de bocage, le Vihiersois se situe dans un triangle entre Angers, Cholet et Saumur.

### Communes limitrophes
Les communes les plus proches sont Lys-Haut-Layon (2 km), Saint-Georges-sur-Layon (4 km), Concourson-sur-Layon (5 km), Cernusson (6 km), Aubigné-sur-Layon (6 km), Martigné-Briand (7 km) et Montilliers (7 km).

### Géologie et relief
À quelques kilomètres au nord et à l'est du Vihiersois se trouve la vallée du Layon, qui marque la transition entre les Mauges et le Saumurois. Le sud de l'Anjou comporte à l'est des terrains secondaires et tertiaires (Saumurois) et à l'ouest des terrains primaires (Mauges). Dans ces derniers, on trouve un pays de bocage sur des terrains de schistes et de granites.
Tancoigné se situe sur les unités paysagères du Couloir du Layon et du Plateau des Mauges.
L'altitude de la commune varie de 53 à 91 mètres, pour une altitude moyenne de 50 mètres. Son territoire s'étend sur plus de 4 km2 (425 hectares). On y trouve principalement des terrains métamorphiques.

### Hydrographie
Affluent du Layon, la rivière le Livier marque la démarcation avec la commune de Lys-Haut-Layon.

### Climat
Son climat est tempéré, de type océanique. Le climat angevin est particulièrement doux, du fait de sa situation entre les influences océaniques et continentales. Généralement les hivers sont pluvieux, les gelées rares et les étés ensoleillés.

## Urbanisme
Morphologie urbaine : le village s'inscrit dans un territoire essentiellement rural.
En 2013, on trouvait 149 logements sur la commune de Tancoigné, dont 86 % étaient des résidences principales, pour une moyenne sur le département de 90 %, et dont 82 % des ménages en étaient propriétaires.

## Toponymie
Formes anciennes du nom : Tencoigni en 1300, Tancongné en 1610, Tancoigné en 1793.
Origine du nom : son étymologie vient du nom d'homme gallo-romain Thanco ou Tanconus.
Nom des habitants (gentilé) : les Tancoignéens.

## Histoire

### Préhistoire
« L'homme de Tancoigné » est découvert en 1949 dans une fosse ovale creusée dans le falun coquillier. Ce squelette du néolithique (−3 000) était accompagné d'une hache-marteau de pierre polie.
Des traces préhistoriques ont également été trouvées à Cléré-sur-Layon (haches de l'époque de la pierre polie).

### Ancien Régime
À la veille de la Révolution française, une partie du Vihiersois dépend de la sénéchaussée d'Angers (La Salle-de-Vihiers, Vihiers, Coron) et une autre de la sénéchaussée de Saumur (Tigné, Cernusson, Les Cerqueux, Saint-Paul-du-Bois, La Plaine).

### Époque contemporaine
À la réorganisation administrative qui suit la Révolution, Tancoigné est rattachée au canton de Nueil et au district de Vihiers, puis en 1800 au canton de Vihiers et à l'arrondissement de Saumur.
Comme dans le reste de la région, à la fin du XVIIIe siècle se déroule la guerre de Vendée, qui marquera de son empreinte la région.
En 2015 un projet de regroupement voit le jour au sein de la communauté de communes du Vihiersois-Haut-Layon. Le 2 juillet, le conseil municipal de Tancoigné vote en faveur de la création d'une commune nouvelle au niveau de l'intercommunalité. N'ayant pas obtenu la totale adhésion des communes de l'intercommunalité, les conseils municipaux des Cerqueux-sous-Passavant, La Fosse-de-Tigné, Nueil-sur-Layon, Tigné, Trémont et Vihiers valident à nouveau en septembre le projet d'une commune nouvelle baptisée Lys-Haut-Layon, dont la création est officialisée par arrêté préfectoral du 5 octobre 2015, abrogé et remplacé par celui du 21 décembre.

## Politique et administration

### Administration municipale

#### Administration actuelle
Depuis le 1er janvier 2016 Tancoigné constitue une commune déléguée au sein de la commune nouvelle de Lys-Haut-Layon et dispose d'un maire délégué.
| Période                                  | Période  | Identité           | Étiquette | Qualité |
| ---------------------------------------- | -------- | ------------------ | --------- | ------- |
| janvier 2016                             | en cours | Christine Decaëns, |           |         |
| Les données manquantes sont à compléter. |          |                    |           |         |

#### Administration ancienne
La commune est créée à la Révolution. Le conseil municipal est composé de 11 élus.
| Période                                  | Période       | Identité                                   | Étiquette | Qualité |
| ---------------------------------------- | ------------- | ------------------------------------------ | --------- | ------- |
| 1892                                     | 1936          | René Chaillou de Fougerolle (1854-1936)    |           |         |
| 1936                                     | 1958          | Jacques Chaillou de Fougerolle (1891-1958) |           |         |
| 1958                                     | 1971          | Joseph Nauteau                             |           |         |
| 1971                                     | 1995          | Jean-Baptiste Banchereau (1934-)           |           |         |
| 1995                                     | 2001          | Christophe Leroux                          |           |         |
| mars 2001                                | mars 2014     | Bernard Bernier                            | DVD       |         |
| mars 2014                                | décembre 2015 | Christine Decaëns                          |           |         |
| Les données manquantes sont à compléter. |               |                                            |           |         |

### Ancienne situation administrative

#### Intercommunalité
Tancoigné est intégrée à la communauté de communes Vihiersois-Haut-Layon, qui regroupe douze communes, dont La Fosse-de-Tigné et Trémont. Cette structure intercommunale est un établissement public de coopération intercommunale (EPCI) qui a pour vocation de réunir les moyens de plusieurs communes, notamment dans le domaine du tourisme.
La communauté de communes est membre du pays de Loire en Layon, structure administrative d'aménagement du territoire.

#### Autres circonscriptions
Jusqu'en 2014, la commune fait partie du canton de Vihiers et de l'arrondissement de Saumur. Le canton de Vihiers compte alors dix-sept communes. C'est l'un des quarante-et-un cantons que compte le département ; circonscriptions électorales servant à l'élection des conseillers généraux, membres du conseil général du département. Dans le cadre de la réforme territoriale, un nouveau découpage territorial pour le département de Maine-et-Loire est défini par le décret du 26 février 2014. Le canton de Vihiers disparait et la commune est rattachée au canton de Cholet-2, avec une entrée en vigueur au renouvellement des assemblées départementales de 2015.
La commune se trouve sur la quatrième circonscription de Maine-et-Loire, composée de six cantons dont Lys-Haut-Layon et Montreuil-Bellay.

## Population et société

### Évolution démographique
L'évolution du nombre d'habitants est connue à travers les recensements de la population effectués dans la commune depuis 1793. À partir du 1er janvier 2009, les populations légales des communes sont publiées annuellement dans le cadre d'un recensement qui repose désormais sur une collecte d'information annuelle, concernant successivement tous les territoires communaux au cours d'une période de cinq ans. 
Pour les communes de moins de 10 000 habitants, une enquête de recensement portant sur toute la population est réalisée tous les cinq ans, les populations légales des années intermédiaires étant quant à elles estimées par interpolation ou extrapolation. Pour la commune, le premier recensement exhaustif entrant dans le cadre du nouveau dispositif a été réalisé en 2005,.
En 2013, la commune comptait 348 habitants, en évolution de +14,85 % par rapport à 2008 (Maine-et-Loire : +3,3 %, France hors Mayotte : +2,49 %).
| 1793 | 1800 | 1806 | 1821 | 1831 | 1836 | 1841 | 1846 | 1851 |
| ---- | ---- | ---- | ---- | ---- | ---- | ---- | ---- | ---- |
| 360  | 172  | 336  | 430  | 458  | 430  | 512  | 524  | 437  |

| 1856 | 1861 | 1866 | 1872 | 1876 | 1881 | 1886 | 1891 | 1896 |
| ---- | ---- | ---- | ---- | ---- | ---- | ---- | ---- | ---- |
| 425  | 441  | 419  | 428  | 439  | 432  | 418  | 403  | 414  |

| 1901 | 1906 | 1911 | 1921 | 1926 | 1931 | 1936 | 1946 | 1954 |
| ---- | ---- | ---- | ---- | ---- | ---- | ---- | ---- | ---- |
| 396  | 359  | 364  | 325  | 323  | 306  | 289  | 290  | 284  |

| 1962 | 1968 | 1975 | 1982 | 1990 | 1999 | 2005 | 2010 | 2013 |
| ---- | ---- | ---- | ---- | ---- | ---- | ---- | ---- | ---- |
| 260  | 273  | 250  | 257  | 251  | 221  | 285  | 338  | 348  |

### Pyramide des âges
La population de la commune est relativement jeune. Le taux de personnes d'un âge supérieur à 60 ans (16,5 %) est en effet inférieur au taux national (21,6 %) et au taux départemental (21 %). Contrairement aux répartitions nationale et départementale, la population masculine de la commune est supérieure à la population féminine (52,3 % contre 48,4 % au niveau national et 48,6 % au niveau départemental).
| Hommes | Classe d’âge | Femmes |
| ------ | ------------ | ------ |
| 0,0    | 90 ans ou +  | 0,0    |
| 3,4    | 75 à 89 ans  | 3,7    |
| 11,4   | 60 à 74 ans  | 14,7   |
| 13,4   | 45 à 59 ans  | 16,2   |
| 26,2   | 30 à 44 ans  | 25,0   |
| 18,8   | 15 à 29 ans  | 15,4   |
| 26,8   | 0 à 14 ans   | 25,0   |

| Hommes | Classe d’âge | Femmes |
| ------ | ------------ | ------ |
| 0,4    | 90 ans ou +  | 1,2    |
| 6,3    | 75 à 89 ans  | 9,2    |
| 11,8   | 60 à 74 ans  | 13,0   |
| 19,9   | 45 à 59 ans  | 19,4   |
| 20,6   | 30 à 44 ans  | 19,5   |
| 20,3   | 15 à 29 ans  | 19,1   |
| 20,6   | 0 à 14 ans   | 18,6   |

### Vie locale
Services publics présents sur la commune de Tancoigné : mairie, école maternelle et primaire. Les autres services publics sont présents à Vihiers, ainsi que les structures sociales (ADMR du Vihiersois…) et culturelles (école de musique intercommunale...).
La plupart des structures de santé se situent également à Vihiers, tel l'hôpital local ou le centre de secours.
Le ramassage des déchets est géré par le syndicat mixte intercommunal pour le traitement des ordures ménagères et des déchets, le Smitom du Sud Saumurois, qui se trouve à Doué-la-Fontaine.
On trouve également sur la commune une aire de jeux, un terrain de football et de basket, ainsi qu'un sentier de randonnée de 13 km, le sentier du Tancoignéen. L'office du tourisme est situé à Vihiers.

## Économie

### Tissu économique
Commune principalement agricole, en 2008, sur les 15 établissements présents sur la commune, 47 % relevaient du secteur de l'agriculture. Deux ans plus tard, en 2010, sur 16 établissements présents sur la commune, 44 % relevaient du secteur de l'agriculture (pour une moyenne de 17 % sur l'ensemble du département), 6 % du secteur de l'industrie, 25 % du secteur de la construction, 19 % de celui du commerce et des services et 6 % du secteur de l'administration et de la santé.
Sur 14 établissements présents sur la commune à fin 2014, 36 % relevaient du secteur de l'agriculture (pour une moyenne de 11 % sur le département), 7 % du secteur de l'industrie, 29 % du secteur de la construction, 14 % de celui du commerce et des services et 14 % du secteur de l'administration et de la santé.

### Agriculture
La commune se situe dans la zone d'appellation viticole des Coteaux-du-layon (AOC).
Liste des appellations sur le territoire :
- IGP Agneau du Poitou-Charentes, IGP Bœuf du Maine, AOC AOP Maine-Anjou, IGP Volailles de Cholet, IGP Volailles d’Ancenis,
- IGP Brioche vendéenne,
- AOC AOP Anjou blanc, AOC AOP Anjou gamay, AOC AOP Anjou gamay nouveau ou primeur, AOC AOP Anjou mousseux blanc, AOC AOP Anjou mousseux rosé, AOC AOP Anjou rouge, AOC AOP Anjou Villages, AOC AOP Cabernet d'Anjou, AOC AOP Cabernet d'Anjou nouveau ou primeur, AOC AOP Coteaux du Layon, AOC AOP Coteaux du Layon Sélection de grains nobles, AOC AOP Crémant de Loire blanc, AOC AOP Crémant de Loire rosé, IGP Maine-et-Loire blanc, IGP Maine-et-Loire rosé, IGP Maine-et-Loire rouge, AOC AOP Rosé d'Anjou, AOC AOP Rosé d'Anjou nouveau ou primeur, AOC AOP Rosé de Loire, AOC AOP Saumur mousseux blanc, AOC AOP Saumur mousseux rosé.

## Culture locale et patrimoine

### Lieux et monuments

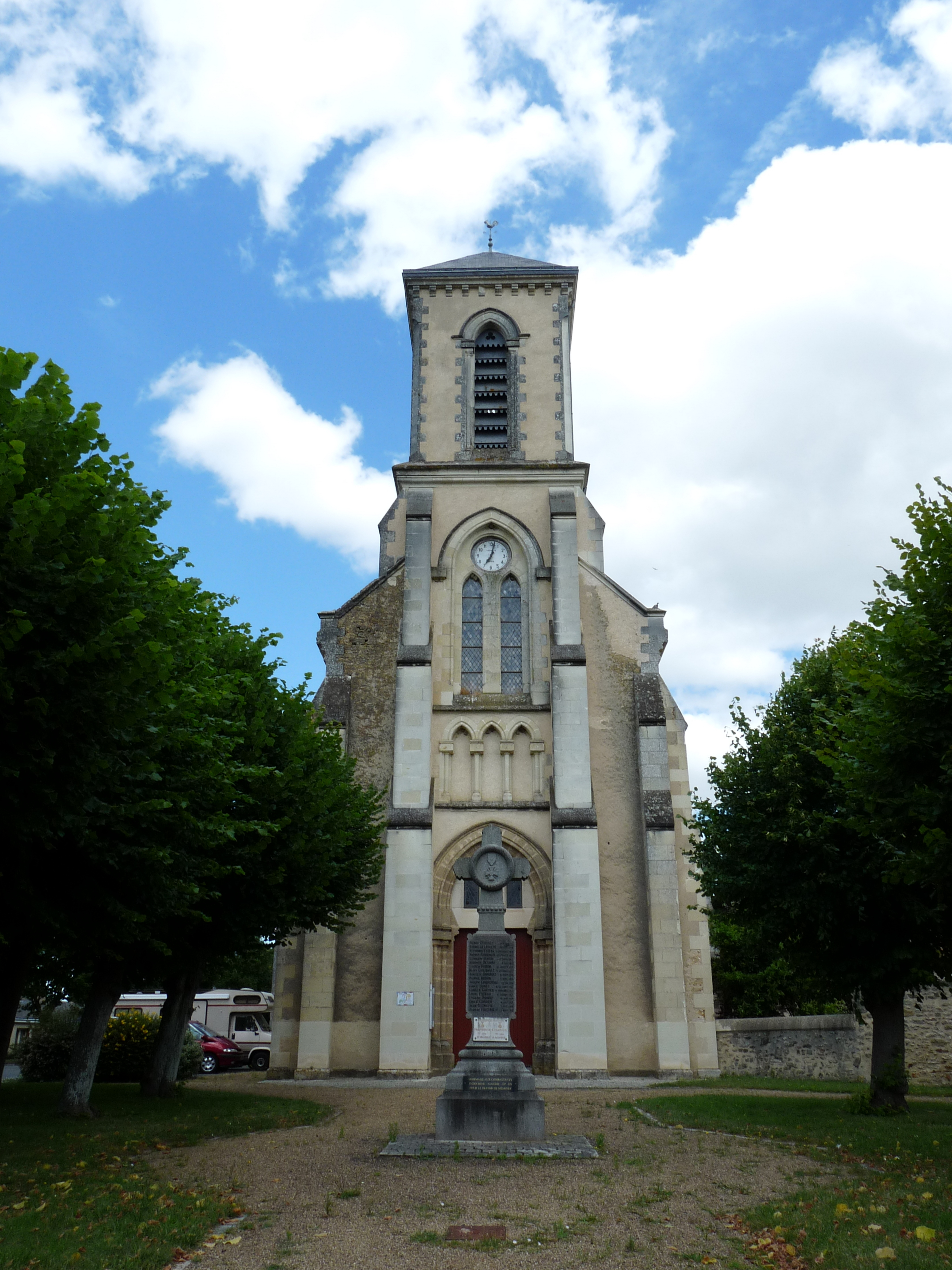
Église Saint-Pierre de Tancoigné

Bien que l'on ne trouve pas sur la commune de Tancoigné de bâtiments inscrits Monuments historiques, plusieurs figurent à l'Inventaire général :
- Plusieurs fermes et maisons des XVIIe XVIIIe et XIXe siècles ;
- Plusieurs moulins à vent caviers, des XVIIIe et XIXe siècles au lieu-dit Le Gué, des XVe et XVIIe siècles au lieu-dit la Motte…
- Prieuré d'Augustins Saint-Pierre du XVIe siècle ;
- Église paroissiale Saint-Pierre du XIXe siècle.

Autres lieux :
- Bois de Vaillé ;
- Lieu-dit les Gâts, où fut découvert l'homme de Tancoigné ;
- La borne des Trois Évêchés, qui marque la limite entre les évêchés d’Angers, de Maillezais et de Poitiers.

## Pour approfondir